# Uników (zniesiona kolonia)
Uników – zniesiona nazwa kolonii w Polsce położonej w województwie łódzkim, w powiecie sieradzkim, w gminie Złoczew. Miejscowość wchodzi w skład sołectwa Uników.
W latach 1975–1998 miejscowość administracyjnie należała do województwa sieradzkiego.
Nazwa z nadanym identyfikatorem SIMC występuje w zestawieniach archiwalnych TERYT z 1999 roku.